# Цементный сад (фильм)
Это статья о фильме. Статья о книге см. Цементный сад.
«Цементный сад» (англ. The Cement Garden) — семейная драма, экранизация одноимённого произведения Иэна Макьюэна. На Берлинском кинофестивале 1993 года режиссёр фильма Эндрю Биркин получил Серебряного медведя за лучшую режиссуру.

## Сюжет
Сюжет кинофильма довольно близок к сюжету романа Йена Макьюэна. В его центре — замкнутая семья, состоящая из шести человек: родителей и четверых детей. После скоропостижной смерти главы семейства у его жены также начинаются проблемы со здоровьем, вскоре она умирает. Чтобы избежать принудительной опеки со стороны властей, старшие дети, Джули и Джек, решают «похоронить» её тело в подвале дома, залив цементом.
Под воздействием всех этих событий Том начинает носить девичьи платья, Сью становится замкнутой, и её дневник превращается в единственного её собеседника, а Джули и Джек начинают проявлять склонность к инцесту.

## В ролях
| Актёр            | Роль            |
| ---------------- | --------------- |
| Эндрю Робертсон  | Джек            |
| Шарлотта Генсбур | Джули           |
| Элис Култхард    | Сью             |
| Нэд Биркин       | Том             |
| Шинейд Кьюсак    | мать            |
| Ханнс Цишлер     | отец            |
| Йохен Хорст      | Дерек           |
| Гарет Браун      | Уильям          |
| Уильям Хуткинс   | Хант (голос)    |
| Дик Флокхарт     | шофёр грузовика |
| Майк Кларк       | приятель шофёра |